# 型一錯誤與型二錯誤
型一錯誤與型二錯誤（英語：Type I error & Type II error）為统计学中推論統計學統計術語，表示統計學假說檢定中的两种錯誤。

## 簡介
在假說檢定中，有一種假說稱為“零假设”，記為{\displaystyle H_{0}}，假說检验的目的是利用統計的方式，推翻虛無假說的成立，也就是對立假說（Alternative hypothesis，記為{\displaystyle H_{a}}或{\displaystyle H_{1}}）成立。
假說檢定涉及選擇兩個相互競爭的命題，稱為零假設(Null hypothesis)，用H0表示，另一種對立假說(Alternative hypothesis)，用H1表示。
如果測試結果與現實相符，則做出了正確的決定。但是，如果測試結果與實際不符，則發生錯誤。發生錯誤的情況有兩種：零假設為真，而我們拒絕H0。 另一方面，對立假說H1為真，而我們不拒絕H0。 兩種錯誤分別稱為：型一錯誤、型二錯誤。
- 若零假设事實上成立，但統計檢驗的結果拒絕零假设（接受對立假說），這種錯誤稱為型一錯誤。
- 若零假设事實上不成立，但統計檢驗的結果不拒絕零假设，這種錯誤稱為型二錯誤。[2]

|                                       |                                       | 真實情況                                            | 真實情況                                |
| ------------------------------------- | ------------------------------------- | --------------------------------------------------- | --------------------------------------- |
| {\displaystyle H_{0}}（虛無假說）為真 | {\displaystyle H_{a}}（對立假說）為真 |                                                     |                                         |
| 根據研究結果的判斷                    | 拒絕{\displaystyle H_{0}}             | 錯誤判斷 （偽陽性、型一錯誤） 發生機率α（顯著水準） | 正確判斷 發生機率1-β（檢定力）          |
| 根據研究結果的判斷                    | 不拒絕{\displaystyle H_{0}}           | 正確判斷 發生機率1-α                                | 錯誤判斷 （偽陰性、型二錯誤） 發生機率β |

### 舉例
- 概念上類似於法庭審判中的判決。零假設對應於被告的立場：正如他在被證明有罪之前被假定為無罪一樣，在數據提供反對它的令人信服的證據之前，零假設也被假定為真。 對立假說對應於反對被告的立場。 具體來說，零假設還涉及不存在差異或不存在關聯。
- 以利用驗孕棒驗孕為例，此時沒有懷孕為零假设。若用驗孕棒替一位未懷孕者驗孕，結果呈已懷孕，此即型一錯誤。若用驗孕棒替一位已懷孕者驗孕，結果呈未懷孕，此即型二錯誤。

### 交叉錯誤率
交叉錯誤率 (CER) 是型一錯誤和型二錯誤相等的點，代表了衡量生物識別有效性的最佳方法。 具有較低CER值的系統比具有較高CER值的系統提供更高的準確度。

### 偽陽性和偽陰性
在偽陽性和偽陰性方面，陽性結果對應於拒絕零假设，而陰性結果對應於未能拒絕零假设； “偽”表示得出的結論不正確。 因此，型一錯誤相當於偽陽性，型二錯誤相當於偽陰性。